# Peperomia inquilina
Peperomia inquilina är en pepparväxtart som beskrevs av William Botting Hemsley. Peperomia inquilina ingår i släktet peperomior, och familjen pepparväxter. Inga underarter finns listade i Catalogue of Life.